# François Garoute
Pour les articles homonymes, voir Garoute.
François Garoute est un ténor français, né à Cette (Hérault) le 5 octobre 1860, et mort en cette même ville le 18 mai 1910,. Il est issu d'une famille majoritairement originaire de Sète et de ses environs. Guillaume, son père, boulanger, est natif de Sète. Claire-Catherine Guiroud, sa mère, vient de Mèze. Elle est femme au foyer. Ils habitent alors au no 150 de la Grande Rue Haute. Il est 4e enfant d'une fratrie de 5 : Jeanne, 1854 ; Elizabeth, 1856 ; Pierre, 1857 (décédé 6 mois avant la naissance de François) et Louise, 1863. Ils perdent leur mère en 1869.

## Biographie
Après avoir exercé la profession de commis-négociant, puis de secrétaire à l'hospice Saint-Charles, il commence sa carrière en 1894 à Brest (rôle de Vincent dans Mireille). Auparavant, son talent de ténor s'était exprimé lors des réunions de famille, puis lors de représentations où il se produit en amateur à partir de 1880 environ. Il avait créé, au cours du premier semestre 1890, une société chorale, le "Groupe Artistique de Cette" dont il sera le président, et avec lequel il participe à de nombreuses manifestations à Cette et dans d'autres villes de l'Hérault. Par la suite, il se produira dans de nombreuses villes françaises, mais aussi en Algérie, en Belgique, aux Etats-Unis, en Suisse et en Tunisie. À son répertoire, 59 rôles dont 22 créations.
Marié en 1884 à Marguerite-Elisabeth Fournier, il eut 7 enfants. Son épouse le suivant lors de ses différents engagements, Mireille nait dans un appartement à Brest (Finistère), Juliette dans un hôtel à Royat (Puy-de-Dôme) et Marguerite-Marie à Arcachon (Gironde). Il est intéressant de noter que les prénoms de ses enfants ont tous un rapport avec l'opéra (Léopold, Raoul, Mireille, Jean-[François], Marguerite-[Marie], Juliette, Francis-Georges).
Contrairement à d'autres de ses contemporains comme Leo Slezak ou Emile Scaramberg, il n'existe aucun enregistrement audio de ses performances vocales. Il aurait trouvé que le procédé d'enregistrement ne reproduisait pas assez fidèlement sa voix, et aurait demandé que ceux qui avaient été réalisés soient détruits.

## Saisons théâtrales
| Années    | Hivers    | Printemps             | Etés                     |
| --------- | --------- | --------------------- | ------------------------ |
| 1894-95   | Brest     | Rochefort s/ Mer      | Vals-Les-Bains           |
| 1895-96   | Dijon     | Le Havre              | Dieppe                   |
| 1896-97   | Verviers  | Narbonne              | Vals-Les-Bains           |
| 1897-98   | Besançon  | Angoulème             | Arcachon                 |
| 1898-99   | Genêve    | Perpignan             | Aix-les-B., Royat, Cette |
| 1899-1900 | Lyon      | Grenoble              | Vichy                    |
| 1900-01   | Lyon      | Grenoble              | Vichy                    |
| 1901-02   | Toulouse  | ...                   | Besançon                 |
| 1902-03   | Marseille | Tunis                 | Besançon                 |
| 1903-04   | U.S.A     | Paris                 | Besançon                 |
| 1904-05   | Toulon    | Saint-Etienne         | Cette                    |
| 1905-06   | Alger     | Clermont-Ferrand      | Lamalou-les-Bains        |
| 1906-07   | Dijon     | Calais                | Lamalou-les-Bains        |
| 1907-08   | Lille     | Le Havre              | Aix-les-Bains            |
| 1908-09   | Bordeaux  | Grenoble, Carcassonne | Cette, Cauterets         |
| 1909-10   | Toulouse  | Toulouse              | Epinal ?                 |

## Rôles et représentations

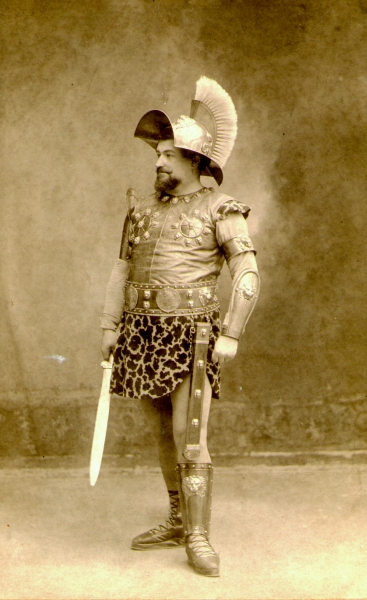
Hélion, Messaline

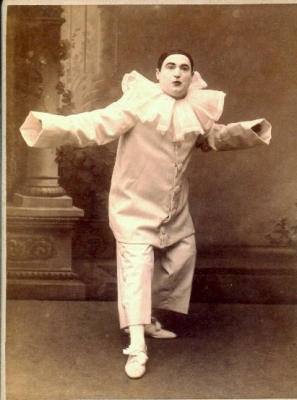
Canio, Paillasse

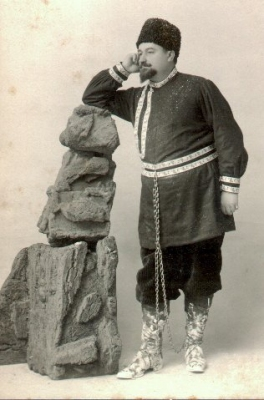
Alger, SIBERIA, Vassili

| Année          | Ville              | Œuvre                                  | Rôle       |
| -------------- | ------------------ | -------------------------------------- | ---------- |
| 20/10/1882     | CETTE              | L'Ami Printemps (Planquette)           | en amateur |
| 15-16/12/1883  | "                  | La Favorite                            | en amateur |
| 05/03/1884     | "                  | La Favorite                            | en amateur |
| 23/03/1884     | "                  | "                                      | en amateur |
| 29/01/1885     | "                  | Concert                                | en amateur |
| 15/02/1885     | "                  | "                                      | en amateur |
| 25/03/1885     | "                  | La Favorite                            | en amateur |
| 27/12/1885     | "                  | Lucie de Lammermoor                    | en amateur |
| 18/03/1886     | "                  | Messe de l'Abbé Papell                 | en amateur |
| Janvier 1888   | "                  | Messe                                  | en amateur |
| 14/12/1889     | "                  | La Favorite                            | en amateur |
| ~17/12/1889    | "                  | Lucie de Lammermoor                    | en amateur |
| Juillet 1890   | "                  | Les Batteurs de Blé (de Rillé)         | en amateur |
| Septembre 1890 | "                  | Concerts et galas du Groupe Artistique | en amateur |
| 19/11/1890     | "                  | Lucie de Lammermoor                    | en amateur |
| 06/02/1891     | "                  | Soirée de gala                         | en amateur |
| 14/02/1891     | "                  | Faust                                  | en amateur |
| 15/02/1891     | "                  | La Favorite                            | en amateur |
| 15/04/1891     | "                  | Soirée de gala                         | en amateur |
| 16/04/1891     | "                  | Concert du Groupe Artistique           | en amateur |
| 25/04/1891     | "                  | Concert du Groupe Artistique           | en amateur |
| 11/05/1891     | "                  | Concert du Groupe Artistique           | en amateur |
| 05/08/1891     | "                  | Concert du Groupe Artistique           | en amateur |
| 02/12/1891     | "                  | Si j'étais Roi !                       | en amateur |
| 20/12/1891     | "                  | La Favorite                            | en amateur |
| 23/12/1891     | "                  | Si J'étais Roi !                       | en amateur |
| 12/04/1892     | "                  | Salut en musique (à l'église)          | en amateur |
| 19/06/1892     | "                  | Inauguration du Kiosque musical        | en amateur |
| 29/07/1892     | "                  | Rédemption                             | en amateur |
| 07/08/1892     | FRONTIGNAN         | Soirée de "l'Harmonie Républicaine"    | en amateur |
| 13/11/1892     | CETTE              | Lucie de Lammermoor                    | en amateur |
| 17/11/1892     | BEZIERS            | Les Mousquetaires de la Reine          | en amateur |
| 23/11/1892     | CETTE              | Soirée musicale                        | en amateur |
| 24/11/1892     | "                  | Lucie de Lammermoor                    | en amateur |
| 27/11/1892     | BEZIERS            | Lucie de Lammermoor                    | en amateur |
| 10/12/1892     | CETTE              | Les Mousquetaires de la Reine          | en amateur |
| 22/01/1893     | "                  | La Favorite                            | en amateur |
| 09/03/1893     | MONTPELLIER        | Si J'étais Roi !                       | en amateur |
| 18/03/1893     | "                  | La Favorite                            | en amateur |
| 09/04/1893     | CETTE              | Concert de la Lyre Ste Cécile          | en amateur |
| 30/05/1893     | ROUJAN             | La Favorite                            | en amateur |
| 01/06/1893     | MONTAGNAC          | La Favorite                            | en amateur |
| 24/06/1893     | CLERMONT-L'HERAULT | La Traviata                            | en amateur |
| 27/06/1893     | ROUJAN             | La Traviata                            | en amateur |
| 29/07/1893     | CETTE              | Concert du quatuor Cettois             | en amateur |
| 21/08/1893     | "                  | Soirée de bienfaisance                 | en amateur |
| 02/11/1893     | "                  | Lucie de Lammermoor                    | en amateur |
| 03/02/1894     | "                  | Si J'étais Roi !                       | en amateur |
| 24/02/1894     | "                  | Concert du Trio Cettois                | en amateur |
| 03/03/1894     | "                  |                                        | en amateur |
| 07/03/1894     | "                  |                                        | en amateur |
| 04/06/1894     | "                  | Lucie de Lammermoor                    | en amateur |

| Année      | Ville | Œuvre                         | Rôle                      |
| ---------- | ----- | ----------------------------- | ------------------------- |
| 14/10/1894 | BREST | Mireille                      | Vincent (premier début)   |
| 16/10/1894 | "     | "                             | Vincent                   |
| 18/10/1894 | "     | Faust                         | Faust                     |
| 20/10/1894 | "     | Rigoletto                     | Duc de Mantoue            |
| 21/10/1894 | "     | Faust                         | Faust                     |
| 25/10/1894 | "     | Les Mousquetaires de la Reine | Olivier (second début)    |
| 30/10/1894 | "     | La Favorite                   | Fernand (troisième début) |
| 01/11/1894 | "     | Rigoletto                     | Duc de Mantoue            |
| "          | "     | Le Vallon, Jérusalem          | Concert intermède         |
| 03/11/1894 | "     | Si j'étais Roi !              | Zéphoris                  |
| 04/11/1894 | "     | Faust                         | Faust                     |
| 08/11/1894 | "     | Carmen                        | Don José                  |
| 11/11/1894 | "     | Si J'étais Roi !              | Zéphoris                  |
| 17/11/1894 | "     | Roméo et Juliette             | Roméo                     |
| 22/11/1894 | "     | "                             | "                         |
| 25/11/1894 | "     | Mireille                      | Vincent                   |
| 27/11/1894 | "     | La Traviata                   | Rodolphe                  |
| 01/12/1894 | "     | "                             | "                         |
| 02/12/1894 | "     | Roméo et Juliette             | Roméo                     |
| 04/12/1894 | "     | Philémon et Baucis            | Philémon                  |
| 05/12/1894 | "     | Roméo et Juliette             | Roméo                     |
| 08/12/1894 | "     | Lucie de Lammermoor           | Edgar                     |
| 09/12/1894 | "     | La Traviata                   | Rodolphe                  |
| 11/12/1894 | "     | Philémon et Baucis            | Philémon                  |
| 16/12/1894 | "     | "                             | "                         |
| 22/12/1894 | "     | Le Barbier de Séville         | Le Comte Almaviva         |
| 23/12/1894 | "     | La Traviata                   | Rodolphe                  |
| 27/12/1894 | "     | Le Barbier de Séville         | Le Comte Almaviva         |
| 30/12/1894 | "     | Mireille                      | Vincent                   |

| Année      | Ville            | Œuvre                         | Rôle                    |
| ---------- | ---------------- | ----------------------------- | ----------------------- |
| 01/01/1895 | BREST            | Faust                         | Faust                   |
| 03/01/1895 | "                | Roméo et Juliette             | Roméo                   |
| 06/01/1895 | "                | Philémon et Baucis            | Philémon                |
| 07/01/1895 | "                | Mireille                      | Vincent                 |
| 15/01/1895 | "                | Le Voyage en Chine            | Henri de Kernoisan      |
| 15/02/1895 | PAU              | Concert                       |                         |
| 17/02/1895 | "                | Robert le diable              | Raimbaut                |
| 22/02/1895 | "                | Faust                         | Faust                   |
| 07/03/1795 | "                | Cavalleria Rusticana          | Turiddu                 |
| 10/03/1795 | "                | Cavalleria Rusticana          | Turiddu                 |
| 14/03/1895 | "                | Le Roi d'Ys                   | Mylio                   |
| 24/03/1795 | "                | Le Roi d'Ys                   | Mylio                   |
| 27/03/1895 | "                | Hérodiade                     | Jean                    |
| 31/03/1895 | "                | Concert de clôture            |                         |
| 01/04/1895 | DAX              | Concert de charité            |                         |
| 06/04/1895 | PAU              | Les sept paroles du Chris     |                         |
| 09/04/1895 | "                | Les sept paroles du Christ    |                         |
| 14/04/1895 | ROCHEFORT s/ MER | Faust                         | Faust                   |
| 16/04/1895 | "                | Mireille                      | Vincent                 |
| 18/04/1895 | "                | Lucie de Lammermoor           | Edgar                   |
| 21/04/1895 | "                | Si j'étais Roi !              | Zéphoris                |
| 23/04/1895 | "                | Les Mousquetaires de la Reine | Olivier d'Entragues     |
| 25/04/1895 | "                | Carmen                        | Don José                |
| 28/04/1895 | "                | La Favorite                   | Fernand                 |
| 30/04/1895 | "                | La Traviata                   | Rodolphe                |
| 02/05/1895 | "                | L'Attaque du moulin           | Dominique               |
| 07/05/1895 | "                | Mignon                        | Wilhem Meister          |
| 09/05/1895 | "                | L'Attaque du moulin           | Dominique               |
| 12/05/1895 | "                | Mignon                        | Wilhem Meister          |
| 14/05/1895 | "                | Le Barbier de Séville         | Le comte Almaviva       |
| 16/05/1895 | "                | Manon                         | Le chevalier des Grieux |
| 19/05/1895 | "                | Carmen                        | Don José                |
| 21/05/1895 | "                | Lakmé                         | Gérald                  |
| 23/05/1895 | "                | Roméo et Juliette             | Roméo                   |
| 26/05/1895 | "                | Les Dragons de Villars        | Sylvain                 |
| 28/05/1895 | "                | Rigoletto                     | Duc de Mantoue          |
| 30/05/1895 | "                | Hamlet                        | Laherte                 |
| 29/06/1895 | VALS-LES-BAINS   | Les Mousquetaires de la Reine | Olivier d'Entragues     |
| 02/07/1895 | "                | Faust                         | Faust                   |
| 04/07/1895 | "                | Si J'étais Roi !              | Zéphoris                |
| 07/07/1895 | "                | Les Mousquetaires de la Reine | Olivier d'Entragues     |
| 16/07/1895 | "                | Mignon                        | Wilhem Meister          |
| 18/07/1895 | "                | Faust                         | Faust                   |
| 20/07/1895 | "                | Les Dragons de Villars        | Sylvain                 |
| 21/07/1895 | "                | Si J'étais Roi !              | Zéphoris                |
| 23/07/1895 | "                | Roméo et Juliette             | Roméo                   |
| 25/07/1895 | "                | Mignon                        | Wilhem Meister          |
| 27/07/1895 | "                | Philémon et Baucis            | Philémon                |
| 28/07/1895 | "                | Faust                         | Faust                   |
| 29/07/1895 | "                | Concert de charité            |                         |
| 03/08/1895 | "                | Carmen                        | Don José                |
| 04/08/1895 | "                | Mignon                        | Wilhem Meister          |
| 06/08/1895 | "                | Philémon et Baucis            | Philémon                |
| 10/08/1895 | "                | Lakmé                         | Gérald                  |
| 13/08/1895 | "                | Carmen                        | Don José                |
| 15/08/1895 | "                | Roméo et Juliette             | Roméo                   |
| 17/08/1895 | "                | Lucie de Lammermoor           | Edgar                   |
| 18/08/1895 | "                | Carmen                        | Don José                |
| 20/08/1895 | "                | Lakmé                         | Gérald                  |
| 22/08/1895 | "                | Faust                         | Faust                   |
| 25/08/1895 | "                | Philémon et Baucis            | Philémon                |
| 27/08/1895 | "                | Mignon                        | Wilhem Meister          |
| 05/10/1895 | DIJON            | Guillaume Tell                | Arnold                  |
| 06/10/1895 | "                | Les Dragons de Villars        | Sylvain                 |
| 10/10/1895 | "                | Faust                         | Faust                   |
| 13/10/1895 | "                | Faust                         | Faust                   |
| 19/10/1895 | "                | Si J'étais Roi !              | Zéphoris                |
| 26/10/1895 | "                | Les Mousquetaires de la Reine | Olivier d'Entragues     |
| 27/10/1895 | "                | Si J'étais Roi !              | Zéphoris                |
| 01/11/1895 | "                | Les Mousquetaires de la Reine | Olivier d'Entragues     |
| 02/11/1895 | "                | Rigoletto                     | Duc de Mantoue          |
| 03/11/1895 | "                | La Favorite                   | Fernand                 |
| 05/11/1895 | CHALON-SUR-SAÔNE | Faust                         | Faust                   |
| 07/11/1895 | DIJON            | Faust                         | Faust                   |
| 09/11/1895 | "                | La Traviata                   | Rodolphe                |
| 14/11/1895 | "                | Faust                         | Faust                   |
| 17/11/1895 | "                | La Traviata                   | Rodolphe                |
| 23/11/1895 | "                | Lucie de Lammermoor           | Edgar                   |
| 26/11/1895 | BEAUNE           | Mignon                        | Wilhem Meister          |
| 28/11/1895 | DIJON            | Mignon                        | Wilhem Meister          |
| 07/12/1895 | "                | Faust                         | Faust                   |
| 10/12/1895 | CHALON-SUR-SAÖNE | Mignon                        | Wilhem Meister          |
| 14/12/1895 | DIJON            | Manon                         | Le chevalier des Grieux |
| 15/12/1895 | "                | Faust                         | Faust                   |
| 16/12/1895 | "                | Manon                         | Le chevalier des Grieux |
| 17/12/1895 | CHALON-SUR-SAÖNE | Les Dragons de Villars        | Sylvain                 |
| 21/12/1895 | DIJON            | Manon                         | Le chevalier des Grieux |
| 25/12/1895 | "                | Mignon                        | Wilhem Meister          |
| 26/12/1895 | "                | Lakmé                         | Gérald                  |
| 29/12/1895 | "                | La Traviata                   | Rodolphe                |

| Année          | Ville             | Œuvre                                           | Rôle                             |
| -------------- | ----------------- | ----------------------------------------------- | -------------------------------- |
| 02/01/1896     | DIJON             | Lakmé                                           | Gérald                           |
| 04/10/1896     | "                 | Manon                                           | Le chevalier des Grieux          |
| 05/01/1896     | "                 | Mignon                                          | Wilhem Meister                   |
| 07/01/1896     | CHALON-SUR-SAÔNE  | Manon                                           | Le chevalier des Grieux          |
| 09/01/1896     | DIJON             | Rigoletto                                       | Duc de Mantoue                   |
| 12/01/1896     | "                 | Lakmé                                           | Gérald                           |
| 14/01/1896     | BEAUNE            | Les Dragons de Villars                          | Sylvain                          |
| 16/01/1896     | DIJON             | Esclarmonde                                     | Rolland                          |
| 18/01/1896     | "                 | "                                               | "                                |
| 21/01/1896     | CHALON-SUR-SAÔNE  | Lakmé                                           | Gérald                           |
| 23/01/1896     | DIJON             | Esclarmonde                                     | Rolland                          |
| 26/01/1896     | "                 | "                                               | "                                |
| 28/01/1896     | CHALON-SUR-SAÔNE  | Rigoletto                                       | Duc de Mantoue                   |
| 08/02/1896     | DIJON             | Manon                                           | Le chavalier des Grieux          |
| 13/02/1896     | "                 | Le Voyage en Chine                              | Henri de Kernoisan               |
| 15/02/1896     | "                 | Esclarmonde                                     | Rolland                          |
| 18/02/1896     | BEAUNE            | Lakmé                                           | Gérald                           |
| 23/02/1896     | DIJON             | Esclarmonde                                     | Rolland                          |
| 25/02/1896     | CHALON-SUR-SAÔNE  | Lucie de Lammermoor (4e acte)                   | Edgar                            |
| 27/02/1896     | DIJON             | Le Barbier de Séville                           | Le Comte Almaviva                |
| 29/02/1896     | "                 | Manon                                           | Le chevalier des Grieux          |
| 03/03/1896     | CHALON-SUR-SAÔNE  | Si J'étais Roi !                                | Zéphoris                         |
| 05/03/1896     | DIJON             | Le Voyage en Chine                              | Henri de Kernoisan               |
| 07/03/1896     | "                 | Diane de Messine                                | Le Duc                           |
| 08/03/1896     | "                 | Si J'étais Roi !                                | Zéphoris                         |
| 12/03/1896     | "                 | Faust                                           | Faust                            |
| 15/03/1896     | "                 | Le Voyage en Chine                              | Henri de Kernoisan               |
| 23/03/1896     | "                 | Faust                                           | Faust                            |
| ~26/04/1896    | LE HAVRE          | Rigoletto                                       | Duc de Mantoue                   |
| ~26/04/1896    | "                 | Carmen                                          | Don José                         |
| av. 10/05/1896 | PARIS             | Concert de l'Amicale des Parisiens de l'Hérault |                                  |
| 10/05/1896     | CETTE             | "Punch d'honneur"                               |                                  |
| 14/05/1896     | ROCHEFORT-SUR-MER | Lucie de Lammermoor                             | Edgar                            |
| 19/07/1896     | DIEPPE            | Mignon                                          | Wilhem Meister                   |
| 23/07/1896     | "                 | Roméo et Juliette                               | Roméo                            |
| 26/07/1896     | "                 | Roméo et Juliette                               | Roméo                            |
| 27/07/1897     | "                 | Concert                                         | Air du Vallon (Gounod)           |
| 30/07/1896     | "                 | L'Ombre                                         | Fabrice                          |
| 09/08/1896     | "                 | Faust                                           | Faust                            |
| 16/08/1896     | "                 | Les Mousquetaires de la Reine                   | Olivier d'Entragues              |
| 18/08/1896     | "                 | Stabat Mater                                    |                                  |
| 23/08/1896     | "                 | Faust                                           | Faust                            |
| 27/08/1896     | "                 | Les Mousquetaires de la Reine                   | Olivier d'Entragues              |
| ~13/09/1896    | "                 |                                                 |                                  |
| 19/10/1896     | ROUEN             | La Juive                                        |                                  |
| 26/10/1896     | ROUEN             | Le Barbier de Séville                           | Donne sa résiliation au 1er acte |

| Année      | Ville          | Œuvre               | Rôle             |
| ---------- | -------------- | ------------------- | ---------------- |
| 1897       | VERVIERS       |                     |                  |
| 29/05/1897 | NARBONNE       | Symphonie amicale   |                  |
| 1897       | LE HAVRE       |                     |                  |
| 10/07/1897 | VALS-LES-BAINS | Lucie de Lammermoor | Edgar            |
| 22/09/1897 | CETTE          | La Favorite         | Fernand          |
| 04/12/1897 | BESANCON       | Si J'étais Roi !    | Zéphoris         |
| 16/12/1897 | "              | La Vivandière       | Georges de Rieux |
| 18/12/1897 | "              | La Vivandière       | Georges de Rieux |

| Année            | Ville     | Œuvre                        | Rôle                    |
| ---------------- | --------- | ---------------------------- | ----------------------- |
| 01/01/1898       | BESANCON  | Manon                        | Le chevalier des Grieux |
| 08/01/1898       | "         | La Traviata                  | Rodolphe                |
| 15/01/1898       | "         | Mignon                       | Wilhem Meister          |
| 20/01/1898       | "         | La Navarraise                | Araquil                 |
| 30/01/1898       | "         | Concert de charité           |                         |
| 05/02/1898       | "         | Esclarmonde                  | Roland                  |
| 10/02/1898       | "         | Esclarmonde                  | Roland                  |
| 12/02/1898       | "         | Esclarmonde                  | Roland                  |
| 19/02/1898       | "         | Paillasse                    | Canio                   |
| 02/03/1898       | "         | Faust                        | Faust                   |
| 04/04/1898       | PARIS     | Five o'clock du Figaro       | Fuyez, douce image      |
| 17/04/1898       | ANGOULEME | Lucie de Lammermoor          | Edgar                   |
| 24/04/1898       | "         | Si J'étais Roi !             | Zéphoris                |
| 28/04/1898       | "         | Lakmé                        | Gérald                  |
| 01/05/1898       | "         | Mireille (à confirmer)       | Vincent                 |
| 05/05/1898       | "         | Le Barbier de Séville        | Le Comte Almaviva       |
| 12/05/1898       | "         | La Favorite                  | Fernand                 |
| 19/05/1898       | "         | La Vivandière                | Georges de Rieux        |
| 22/05/1898       | "         | Carmen                       | Don José                |
| 26/05/1898       | "         | Le Trouvère                  | Manrique                |
| 27 ou 28/05/1898 | "         | La Vivandière                | Georges de Rieux        |
| 29/05/1898       | "         | La Juive                     | Léopold                 |
| 30/05/1898       | "         | Guillaume Tell (à confirmer) | Arnold                  |
| 15/07/1898       | ARCACHON  | Faust                        | Faust                   |
| 29/08/1898       | "         | Si J'étais Roi !             | Zéphoris                |
| 31/08/1898       | "         | Carmen                       | Don José                |
| 01/09/1898       | "         | Paillasse                    | Canio                   |
| ~01/12/1898      | GENEVE    | Hérodiade                    | Jean                    |
| ~11/12/1898      | "         | Sapho                        | Jean                    |
| 31/12/1898       | "         | La Flûte Enchantée           | Le Prince               |

| Année | Ville         | Œuvre          | Rôle     |
| ----- | ------------- | -------------- | -------- |
| 1899  | GENEVE        | Anita          | Tito     |
| "     | "             | Guillaume Tell | Arnold   |
| "     | AIX-LES-BAINS | Guillaume Tell | Arnold   |
| "     | "             | Aïda           | Radamès  |
| "     | "             | Le Trouvère    | Manrique |
| "     | "             | Faust          | Faust    |
| "     | LYON          | Guillaume Tell | Arnold   |
| "     | "             | La Favorite    | Fernand  |
| "     | "             | Hérodiade      | Jean     |
| "     | "             | Faust          | Faust    |
| "     | "             | La Juive       | Eléazar  |
| "     | "             | Sigurd         | Sigurd   |
| "     | "             | Le Trouvère    | Manrique |
| "     | ROYAT         |                |          |

| Année | Ville  | Œuvre                  | Rôle              |
| ----- | ------ | ---------------------- | ----------------- |
| 1900  | VICHY  | Concert de charité     |                   |
| "     | "      | Les pécheurs de perles |                   |
| "     | "      | Guillaume Tell         |                   |
| "     | GENEVE | Manon                  | Air de St Sulpice |
| "     | "      | Lucie de Lammermoor    | Gd air du 4e acte |
| "     | LYON   | Jahel                  | Jean              |
| "     | "      | Faust                  | Faust             |
| "     | "      | Sigurd                 | Sigurd            |
| "     | "      | Guillaume Tell         | Arnold            |
| "     | "      | Aïda                   | Radamès           |

| Année | Ville    | Œuvre            | Rôle            |
| ----- | -------- | ---------------- | --------------- |
| 1901  | VICHY    | Les Huguenots    | Raoul de Nangis |
| "     | LYON     | La Favorite      | Fernand         |
| "     | "        | Les Huguenots    | Raoul de Nangis |
| "     | "        | Hérodiade        | Jean            |
| "     | "        | Faust            | Faust           |
| "     | ANNONAY  | Faust            | Faust           |
| "     | TOULOUSE | Sigurd           | Sigurd          |
| "     | "        | Samson et Dalila | Samson          |
| "     | "        | Messaline        | Hélion          |
| "     | "        | Hérodiade        | Jean            |
| "     | "        | La Favorite      | Fernand         |
| "     | "        | Les Huguenots    |                 |
| "     | "        | L'Africaine      |                 |
| "     | BESANCON | Faust            | Faust           |
| "     | "        | Werther          |                 |
| "     | "        | Guillaume Tell   | Arnold          |
| "     | "        | La Navarraise    | Araquil         |
| "     | "        | Samson et Dalila | Samson          |

| Année | Ville     | Œuvre              | Rôle            |
| ----- | --------- | ------------------ | --------------- |
| 1902  | TOULOUSE  | Roland à Roncevaux | Roland          |
| "     | "         | La Favorite        |                 |
| "     | "         | Rigoletto          |                 |
| "     | "         | Messaline          | Hélion          |
| "     | "         | Guillaume Tell     |                 |
| "     | MARSEILLE | Guillaume Tell     | Arnold          |
| "     | "         | La Favorite        | Fernand         |
| "     | "         | Les Huguenots      | Raoul de Nangis |
| "     | "         | Sigurd             | Sigurd          |
| "     | "         | Samson et Dalila   | Samson          |
| "     | "         | La Juive           | Eléazar         |
| "     | "         | Les Huguenots      | Roul de Nangis  |

| Année | Ville               | Œuvre         | Rôle            |
| ----- | ------------------- | ------------- | --------------- |
| 1903  | "                   | Aïda          | Radamès         |
| "     | "                   | Faust         | Faust           |
| "     | "                   | Hérodiade     | Jean            |
| "     | LA NOUVELLE-ORLEANS | Les Huguenots | Raoul de Nangis |

| Année | Ville    | Œuvre               | Rôle            |
| ----- | -------- | ------------------- | --------------- |
| 1904  | "        |                     |                 |
| "     | NEW YORK | Les Huguenots       | Raoul de Nangis |
| "     | PARIS    | La Juive            | Eléazar         |
| "     | "        | Lucie de Lammermoor |                 |
| "     | TOULON   |                     |                 |

| Année | Ville         | Œuvre         | Rôle            |
| ----- | ------------- | ------------- | --------------- |
| 1905  | ALGER         | Lakmé         |                 |
| "     | "             | Paillasse     |                 |
| "     | "             | Faust         | Faust           |
| "     | "             | Sibéria (en)  |                 |
| "     | SAINT-ETIENNE | Les Huguenots | Raoul de Nangis |

| Année | Ville | Œuvre    | Rôle |
| ----- | ----- | -------- | ---- |
| 1906  | PARIS | La Juive |      |

| Année | Ville       | Œuvre     | Rôle |
| ----- | ----------- | --------- | ---- |
| 1907  | DIJON       | Hérodiade | Jean |
| "     | MONTPELLIER |           |      |
| "     | GENEVE      |           |      |
| "     | CALAIS      |           |      |

| Année | Ville    | Œuvre             | Rôle              |
| ----- | -------- | ----------------- | ----------------- |
| 1908  | BORDEAUX | Les Huguenots     | Raoul de Nangis   |
| "     | "        | La Juive          | Eléazar           |
| "     | "        | Le Trouvère       |                   |
| "     | "        | L'Africaine       |                   |
| "     | "        | Guillaume Tell    | Arnold            |
| "     | "        | La Favorite       | Fernand           |
| "     | "        | Roméo et Juliette |                   |
| "     | "        | Sigurd            | Sigurd            |
| "     | "        | Faust             | Faust             |
| "     | "        | Rigoletto         | Le Duc de Mantoue |
| "     | "        | Tosca             |                   |
| "     | "        | Carmen            |                   |
| "     | "        | Samson et Dalila  | Samson            |
| "     | "        | Hérodiade         | Jean              |
| "     | "        | Gwendoline        |                   |
| "     | LILLE    | L'Africaine       |                   |

| Année | Ville       | Œuvre       | Rôle    |
| ----- | ----------- | ----------- | ------- |
| 1909  | CARCASSONNE | Hérodiade   | Jean    |
| "     | TOULOUSE    | La Juive    | Eléazar |
| "     | "           | Hérodiade   | Jean    |
| "     | "           | La Favorite |         |
| "     | "           | L'Africaine |         |

| Année | Ville    | Œuvre  | Rôle     |
| ----- | -------- | ------ | -------- |
| 1910  | TOULOUSE | Carmen | Don José |

## Extrait de son journal
« Je fixe ici des notes rapides, mais plus tard, j’espère réunir, en un livre plus complet, les mille et un souvenirs de ma carrière théâtrale.
Ce sont des lignes sans prétention ; prière au lecteur de me faire crédit de ce petit travail. Pressé par l’ardent désir d’arriver, je n’ai guère connu le repos, ni le charme des loisirs. Presque toutes mes heures ont été absorbées par des représentations successives et des études constantes. C’est-à-dire toujours en scène, ou devant un piano à travailler un rôle. La nuit, quelquefois, l’esprit en éveil, on répétait un acte ou une scène.
Pendant 14 ans, j’ai voyagé du Nord au Midi, de l’Est à l’Ouest et à cette heure, je possède cinquante-neuf rôles à mon répertoire, dont vingt-deux créations.
Je n’ai jamais reculé devant toutes les offres d’engagement qui m’ont été faites. Après l’hiver, je signais ma saison de Pâques et ensuite, celle d’été, sans préjudice encore des représentations isolées de ci et de là.
Non, mille fois non, le métier d’artiste n’est pas un métier de paresseux, surtout pour celui qui, soucieux de son art, de son devoir, de son idéal, désire marcher vers un brillant avenir, couronné de fleurs et de lauriers. Avec de la volonté on arrive certainement vers le but ardemment désiré et l’artiste doit être fort pour surmonter les nombreuses difficultés qui peuvent surgir, se dresser sur son chemin. À vaincre sans péril, on triomphe sans gloire ! Il faut oublier les heures sombres de la vie pour ne penser qu’aux moments glorieux et enchanteurs qui nous ont été réservés. La personnalité artistique qui grandit, la fièvre du succès, les soirées triomphales, tout cela nous transporte vers des régions éthérées, élève notre âme et nous enorgueillit, avec un sentiment de fierté au cœur. Et à la soirée prochaine, éprouver encore les douces émotions de nouveaux succès, quoi de plus beau, de plus grand ? Il ne faut donc jamais désarmer devant les divers ennuis inhérents à la carrière théâtrale et dire au contraire avec une ferme volonté : « Je veux arriver ».
Le répertoire est une chose très importante pour un artiste et l’on ne doit jamais reculer devant de nouvelles études. Au théâtre, plus le bagage artistique sera varié, intéressant, riche en œuvres diverses, plus les directeurs vous rechercheront. En province, il ne faut pas oublier que l’on doit varier souvent l’affiche. Le public dans beaucoup de villes, aime le changement, veut tout connaître, alors c’est à l’artiste avec son répertoire, à répondre à tous les desiderata de la foule qui alimente les théâtres. Demain « Si j’étais Roi » ! Après-demain « Le Chemineau » ! Ensuite, « Lucie », « La Favorite » et pour suivre « Hérodiade », « Samson » ou « Sigurd ». En voilà alors pour tous les goûts. Donc au travail et toujours au travail !
Ce n’est qu’au prix du travail que l’artiste se trace un glorieux chemin. Par des efforts constants de chaque jour, il arrive, péniblement peut-être, mais il arrive à se faire un nom, à se frayer une voie dans cette route tant encombrée aujourd’hui et si battue. Deux qualités maîtresses sont absolument nécessaires : une bonne voix naturelle et de l’intelligence.
Avec cela, on va de l’avant et le succès est au bout. S’il ne réunit pas ces deux conditions, le jeune néophyte ferait mieux de renoncer à son projet et de ne pas augmenter le nombre des malheureux qui viennent échouer au bord de la rampe, dès leurs premières tentatives. Se relever alors est très pénible et souvent difficile. C’est pour ce motif que nous crions « casse-cou » à celui qui oserait s’aventurer dans un maquis qui offre tant de dangers et tant d’amères déceptions, s’il ne possède pas les armes nécessaires pour se défendre. »